# اخبار عریان
اخبار عریان (به انگلیسی: Naked News) نام یک وب‌گاه و برنامهٔ خبری این وب‌گاه است.
تفاوت اخبار این سرویس خبری با سایر اخبار متداول این است که گوینده در خلال گفتن اخبار به مرور کاملاً برهنه می‌شود. اخبار این برنامه به صورت کاملاً جدی بیان می‌شود و بنا به ادعای گویندگان آن این برنامه سکسی است اما سکشوال نیست.

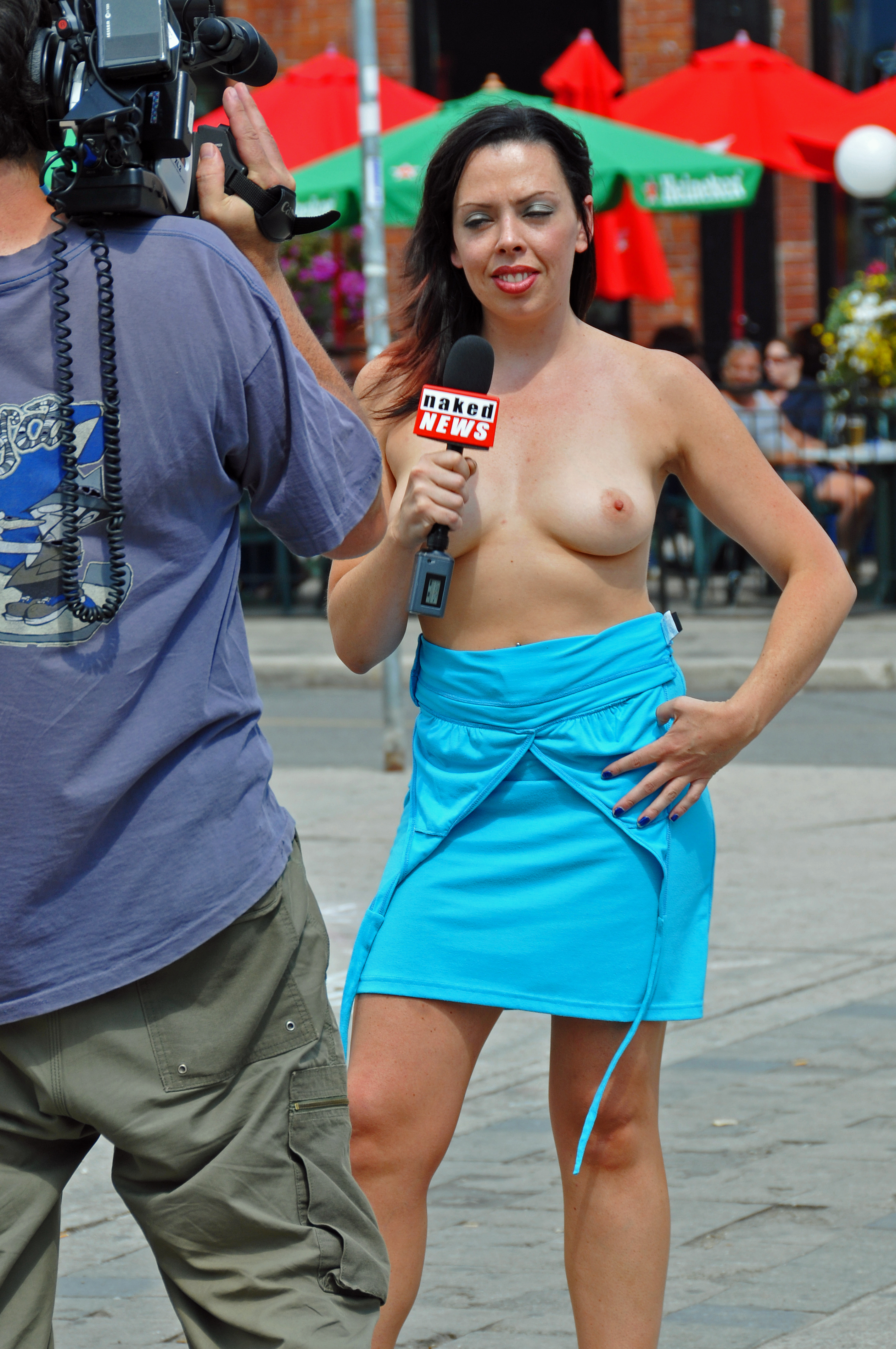
کریستیان کری، مجری برنامه ی اخبار عریان در تورنتو، کانادا

اولین مجری این برنامه خانم ویکتوریا سینکلر بوده که از سال ۱۹۹۹ تا کنون با این برنامه همکاری داشته‌است.
این برنامه هر هفته در شش قسمت بیست و پنج دقیقه‌ای عرضه می‌شود. بخش‌هایی از برنامه‌های هفته قبل نیز به صورت رایگان در این وب‌گاه قرار می‌گیرد.